# Governador-Geral da Índia Britânica
O Governador-Geral da Índia (1833 a 1950, de 1858 a 1947 o Vice-Rei e Governador-Geral da Índia, comumente abreviado para Vice-Rei da Índia) foi o representante do monarca do Reino Unido na qualidade de Imperador/Imperatriz da Índia e após a independência indiana em 1947, o representante do Monarca da Índia. O cargo foi criado em 1773, com o título de Governador-Geral da Presidência de Fort William. O oficial tinha controle direto apenas sobre sua presidência, mas supervisionava outros funcionários da Companhia das Índias Orientais na Índia. A autoridade completa sobre todo o território britânico no subcontinente indiano foi concedida em 1833, e o oficial passou a ser conhecido como o "Governador-Geral da Índia".
Em 1858, por causa da Rebelião Indiana do ano anterior, os territórios e bens da Companhia das Índias Orientais ficaram sob o controle direto da Coroa Britânica; como consequência, o governo da companhia na Índia foi sucedido pelo Raj Britânico. O governador-geral (agora também Vice-Rei) chefiava o governo central da Índia, que administrava as províncias da Índia Britânica, incluindo Bengala, Bombaim, Madras, Punjab, as Províncias Unidas, e outras.  Contudo, grande parte da Índia não era governada diretamente pelo governo britânico; fora das províncias da Índia britânica, havia centenas de estados principescos nominalmente independentes ou "estados nativos", cuja relação não era com o governo britânico ou com o Reino Unido, mas sim de homenagem direta ao monarca britânico como sucessor soberano do Imperador mogol. A partir de 1858, para refletir o novo papel adicional do governador-geral como representante do monarca em resposta às relações de fidelidade com os estados principescos, o título adicional de vice-rei foi concedido, de modo que o novo cargo foi intitulado "Vice-rei e Governador-Geral da Índia ". Geralmente era abreviado para "Vice-Rei da Índia".
O título de vice-rei foi abandonado quando a Índia britânica foi dividida em dois domínios independentes da Índia e do Paquistão, mas o cargo de governador-geral continuou a existir em cada país separadamente até adotarem constituições republicanas em 1950 e 1956, respectivamente.
Até 1858, o governador-geral era escolhido pelo Tribunal de Administração da Companhia das Índias Orientais, perante o qual era responsável. Posteriormente, foi nomeado pelo soberano a conselho do governo britânico; o Secretário de Estado da Índia, membro do Gabinete Britânico, foi responsável por instruí-lo sobre o exercício dos seus poderes. Depois de 1947, o soberano continuou a nomear o governador-geral, mas depois disso a conselho do governo do recém independente Domínio da Índia.
O governador-geral servia conforme a vontade do soberano, embora a prática fosse fazê-los cumprir mandatos de cinco anos. Um governador-geral poderia ter a sua comissão rescindida; e se alguém fosse destituído ou saído, às vezes era nomeado um governador-geral provisório até que um novo titular do cargo pudesse ser escolhido. O primeiro governador-geral da Índia (de Bengala) foi Warren Hastings, o primeiro governador-geral oficial da Índia britânica foi Lord William Bentinck, e o primeiro governador-geral do Domínio da Índia foi Lord Mountbatten.

## História

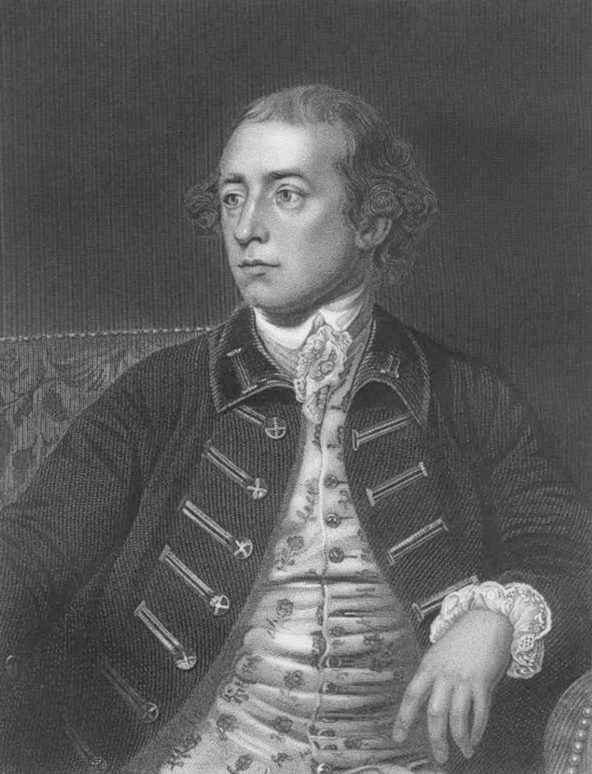
Warren Hastings, o primeiro governador-geral de Fort William de 1773 a 1785.

Muitas partes do subcontinente indiano eram governadas pela Companhia Britânica das Índias Orientais (fundada em 1600), que nominalmente agia como agente do imperador mogol. Os primeiros administradores britânicos foram presidentes ou governadores da Presidência de Bengala. Em 1773, motivado pela corrupção na empresa, o governo britânico assumiu o controle parcial sobre a governança da Índia com a aprovação do Ato Regulamentar de 1773. Um governador-geral e o Conselho Supremo de Bengala foram nomeados para governar a Presidência de Fort William, em Bengala. O primeiro governador-geral e Conselho foram nomeados na lei. 

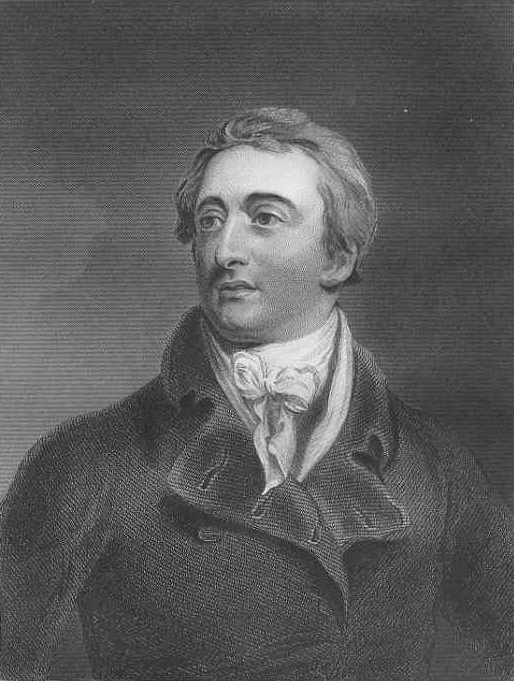
Lord William Bentinck, o primeiro governador geral da Índia de 1834-1835

A Lei da Carta de 1833 substituiu o governador-geral e o Conselho de Fort William pelo governador-geral e o Conselho da Índia. O poder de eleger o governador-geral foi mantido pelo Tribunal de Administração, mas a escolha ficou sujeita à aprovação do soberano através do Conselho da Índia. 
Após a rebelião indiana de 1857, os territórios da Companhia Britânica das Índias Orientais na Índia foram colocados sob o controle direto do soberano. A Lei do Governo da Índia de 1858 conferiu ao soberano o poder de nomear o governador-geral. O governador-geral, por sua vez, tinha o poder de nomear todos os vice-governadores da Índia, sujeito à aprovação do soberano. 
A Índia e o Paquistão adquiriram a independência em 1947, mas os governadores-gerais continuaram a ser nomeados para cada nação até que as constituições republicanas fossem escritas. Louis Mountbatten, 1° Conde Mountbatten da Birmânia, permaneceu como governador-geral da Índia durante dez meses após a independência, mas as duas nações eram chefiadas por governadores-gerais nativos. A Índia tornou-se uma república secular em 1950; O Paquistão tornou-se islâmico em 1956.

## Funções

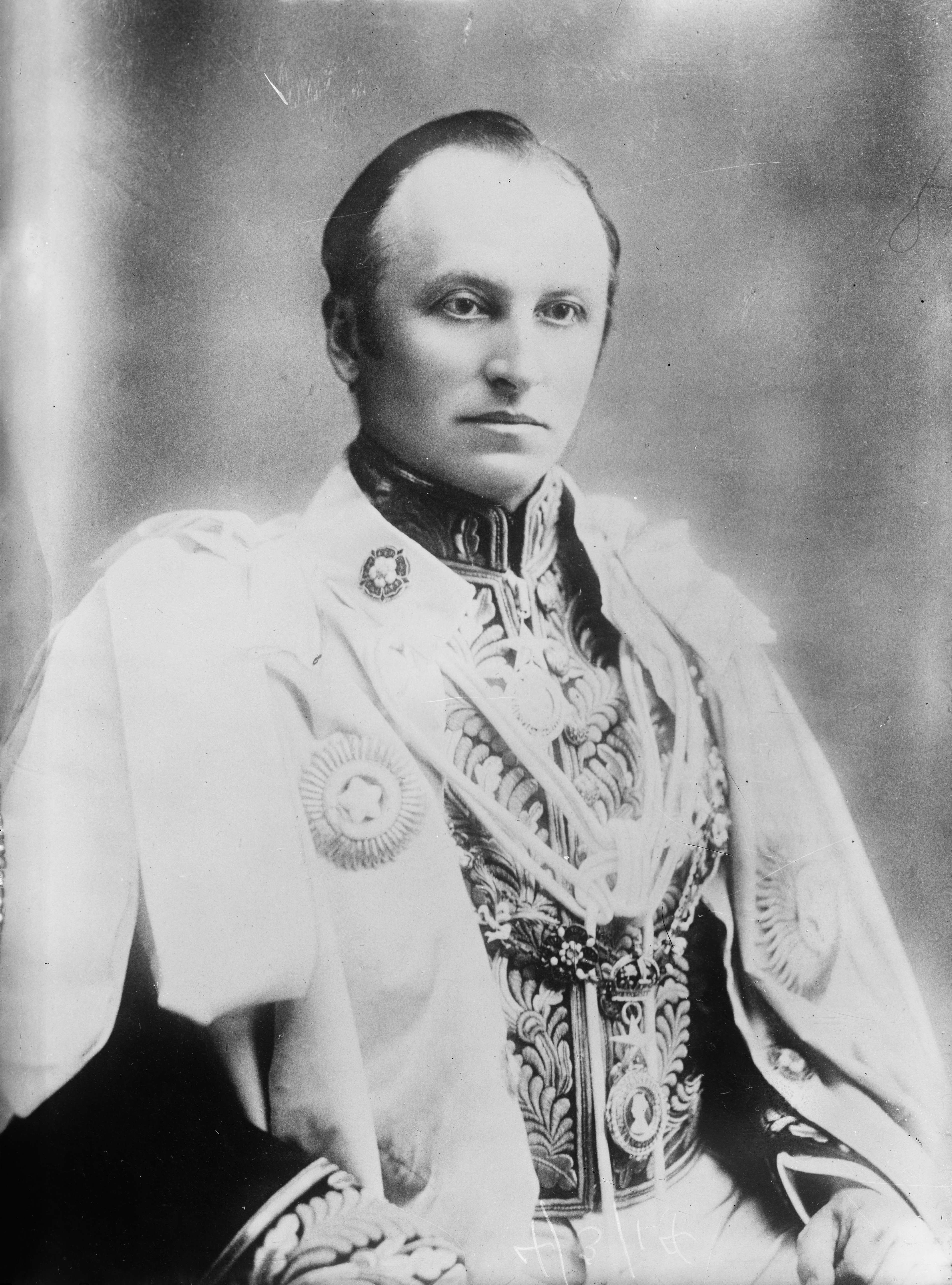
Lord Curzon em suas vestes de vice-rei da Índia, cargo que ocupou de 1899 a 1905

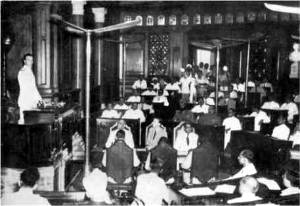
Lord Mountbatten discursando à Câmara dos Príncipes como Representante da Coroa na década de 1940

O governador-geral originalmente tinha poder apenas sobre a Presidência de Fort William, em Bengala. A Lei Regulamentadora, no entanto, concedeu ao governador-geral poderes adicionais relativos às relações exteriores e à defesa. As outras presidências da Companhia das Índias Orientais (Madras, Bombaim e Bencoolen) não foram autorizadas a declarar guerra ou fazer paz com um príncipe indiano sem receber a aprovação prévia do governador-geral e do Conselho de Fort William. 
Os poderes do governador-geral, no que diz respeito às relações exteriores, foram aumentados pela Lei da Índia de 1784. A lei previa que os outros governadores da Companhia das Índias Orientais não poderiam declarar guerra, fazer a paz ou concluir um tratado com um príncipe indiano, a menos que expressamente instruído a fazê-lo pelo governador-geral ou pelo Tribunal de Administração da empresa. 
Embora o governador-geral tenha se tornado assim o controlador da política externa na Índia, ele não era o chefe explícito da Índia britânica. Esse status só veio com a Lei da Carta de 1833, que lhe concedeu "superintendência, direção e controle de todo o governo civil e militar" de toda a Índia britânica. A lei também concedeu poderes legislativos ao governador-geral e ao conselho. 
Em 1835, Lord William Bentinck tornou-se o primeiro governador geral da Índia. 
Depois de 1858, o governador-geral (agora conhecido como vice-rei) funcionou como administrador-chefe da Índia e como representante do soberano. A Índia foi dividida em numerosas províncias, cada uma sob a chefia de um governador, vice-governador ou comissário-chefe ou administrador. Os governadores eram nomeados pelo governo britânico, perante quem eram diretamente responsáveis; vice-governadores, comissários-chefes e administradores, entretanto, eram nomeados e subordinados ao vice-rei. O vice-rei também supervisionou os governantes principescos mais poderosos: o Nizã de Hyderabad, o Marajá de Mysore, o Marajá (Scindia) de Gwalior, o Marajá de Jammu e Caxemira e o Marajá Gaekwad (Gaekwar) de Baroda. Os restantes governantes principescos eram supervisionados pela Agência Rajputana e pela Agência da Índia Central, que eram chefiadas por representantes do vice-rei ou por autoridades provinciais. 
A Câmara dos Príncipes foi uma instituição criada em 1920 por uma proclamação real do Rei-Imperador Jorge V para fornecer um fórum no qual os governantes principescos pudessem expressar as suas necessidades e aspirações ao governo. A câmara normalmente se reunia apenas uma vez por ano, sob a presidência do vice-rei, mas nomeou uma comissão permanente, que se reunia com mais frequência. 
Após a independência, em agosto de 1947, o título de vice-rei foi abolido. O representante do soberano da Índia, o rei Jorge VI, voltou a ser conhecido como governador-geral. Em 1948, Chakravarthi Rajagopalachari tornou-se o único governador-geral indiano. O papel do governador-geral era quase inteiramente cerimonial, sendo o poder exercido diariamente pelo gabinete indiano. Depois que a nação se tornou uma república em 1950, o presidente da Índia continuou a desempenhar as mesmas funções. 

## Conselho

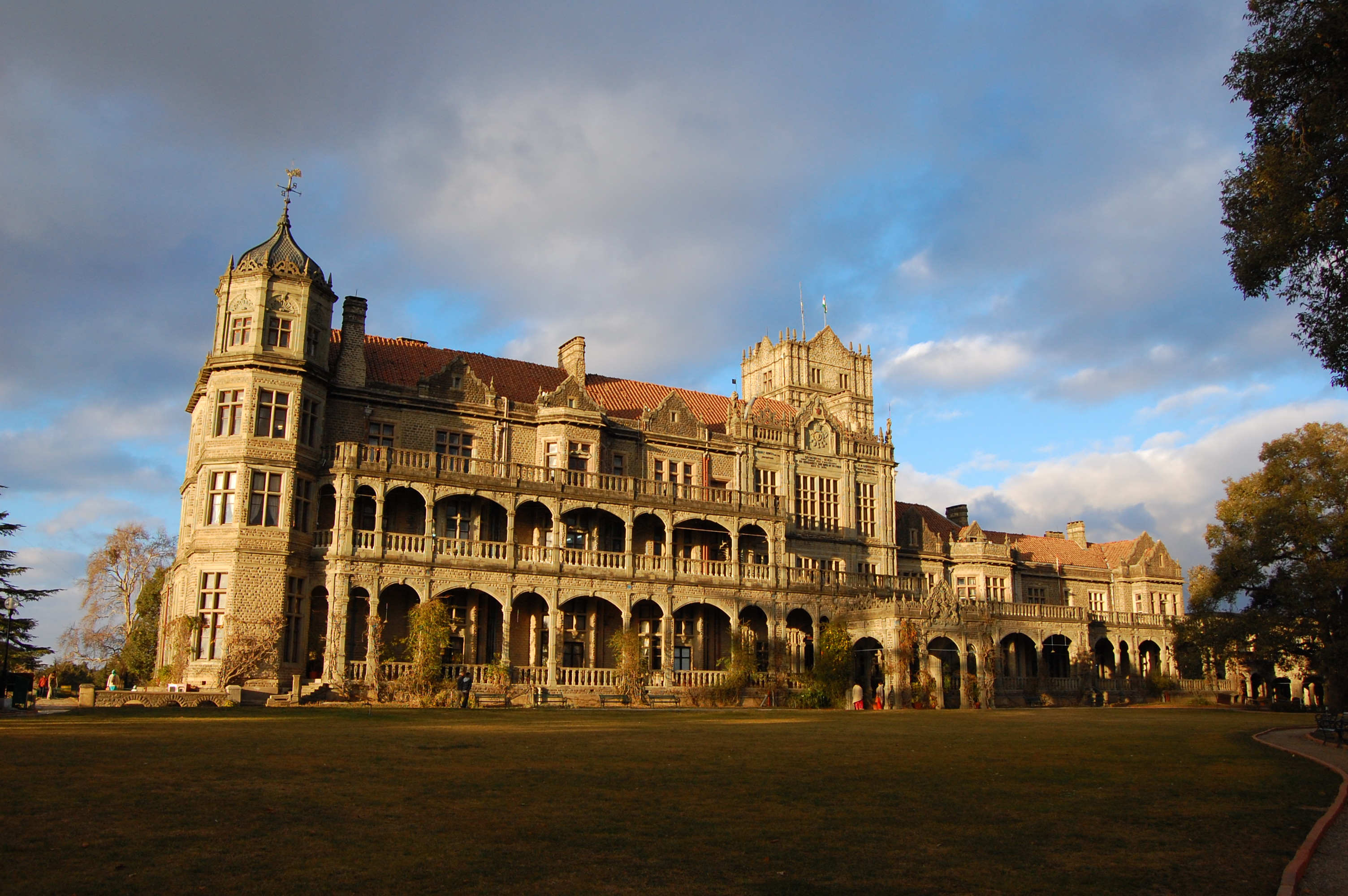
A Viceregal Lodge em Simla, construída em 1888, foi a residência de verão do vice-rei da Índia

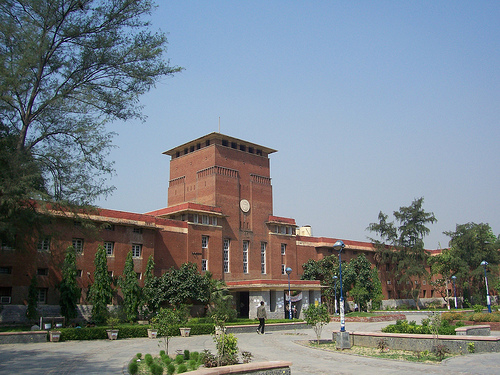
Viceregal Lodge, Deli, onde o vice-rei Lord Hardinge ficou (1912–31), agora o edifício principal da Universidade de Delhi

O governador-geral foi sempre assessorado por um Conselho sobre o exercício dos seus poderes legislativo e executivo. O governador-geral, embora exercesse muitas funções, era referido como o "Governador-Geral em Conselho". 
A Lei Regulamentadora de 1773 previa a eleição de quatro conselheiros pelo Tribunal de Administração da Companhia das Índias Orientais. O governador-geral seria assistido por um conselho executivo de quatro membros e teria voto de qualidade, mas nenhum veto. A decisão do conselho era vinculativa para o governador-geral. 
Em 1784, o conselho foi reduzido a três membros; o governador-geral continuou a ter voto ordinário e voto de qualidade. Em 1786, o poder do governador-geral foi aumentado ainda mais, uma vez que as decisões do Conselho deixaram de ser vinculativas. 
A Lei da Carta de 1833 fez novas alterações na estrutura do conselho. A lei foi a primeira lei a distinguir entre as responsabilidades executivas e legislativas do governador-geral. Conforme previsto na Lei, deveria haver quatro membros do Conselho nomeados pelo Tribunal de Administração. Os primeiros três membros foram autorizados a participar em todas as ocasiões, mas o quarto membro só foi autorizado a sentar-se e votar quando a legislação estava a ser debatida. 
Em 1858, o Tribunal de Administração deixou de ter competência para nomear os membros do conselho. Em vez disso, o único membro que tinha direito a voto apenas em questões legislativas passou a ser nomeado pelo soberano, e os outros três membros pelo secretário de Estado da Índia. 
A Lei dos Conselhos Indianos de 1861 fez várias alterações na composição do conselho. Três membros seriam nomeados pelo Secretário de Estado da Índia e dois pelo Soberano. O poder de nomear todos os cinco membros passou para a Coroa em 1869. O vice-rei foi autorizado a nomear 'seis a doze' membros adicionais (alterado para "dez a dezesseis" em 1892 e para "sessenta" em 1909). Os cinco indivíduos nomeados pelo soberano ou pelo secretário indiano chefiavam os departamentos executivos, enquanto os nomeados pelo vice-rei debatiam e votavam a legislação. 
Em 1919, uma legislatura indiana, composta por um Conselho de Estado e uma Assembleia Legislativa, assumiu as funções legislativas do Conselho do Vice-Rei. O vice-rei, no entanto, manteve um poder significativo sobre a legislação. Ele poderia autorizar o gasto de dinheiro sem o consentimento do Legislativo para fins "eclesiásticos, políticos [e] de defesa" e para qualquer propósito durante "emergências". Ele foi autorizado a vetar, ou mesmo interromper o debate, qualquer projeto de lei. Se ele recomendasse a aprovação de um projeto de lei, mas apenas uma câmara cooperasse, ele poderia declarar que o projeto foi aprovado apesar das objeções da outra câmara. O Legislativo não tinha autoridade sobre relações exteriores e defesa. O presidente do Conselho de Estado foi nomeado pelo vice-rei; a Assembleia Legislativa elegeu o seu presidente, mas a eleição exigiu a aprovação do vice-rei. 

## Estilo e título
Até 1833, o título do cargo era "governador-geral da Presidência de Fort William em Bengala". A Lei do Governo da Índia de 1833 converteu o título em "governador-geral da Índia", em vigor a partir de 22 de abril de 1834.  O título "vice-rei e governador-geral" foi usado pela primeira vez na proclamação da rainha nomeando o visconde Canning em 1858.  Nunca foi conferido por ato do parlamento, mas foi usado em mandados de precedência e nos estatutos das ordens de cavalaria. No uso, "vice-rei" é empregado quando se visa a posição do governador-geral como representante do monarca.  O título de vice-reinado não foi usado quando o soberano estava presente na Índia. Pretendia indicar novas responsabilidades, especialmente as ritualísticas, mas não conferia nenhuma nova autoridade estatutária. O governador-geral usava regularmente o título nas comunicações com o Conselho Legislativo Imperial, mas toda a legislação era feita apenas em nome do Governador-Geral-em-Conselho (ou do Governo da Índia). 
O governador-geral foi denominado Excelência e gozava de precedência sobre todos os outros funcionários do governo na Índia. Ele foi referido como "Sua Excelência" e tratado como "Vossa Excelência". De 1858 a 1947, o governador-geral era conhecido como vice-rei da Índia, e as esposas dos vice-reis eram conhecidas como vice-rainhas. A Vice-Rainha era referida como "Sua Excelência" e também chamada de "Vossa Excelência". Nenhum dos títulos foi empregado enquanto o Soberano estava na Índia. No entanto, o único soberano britânico a visitar a Índia durante o período de domínio britânico foi Jorge V, que compareceu ao Delhi Durbar em 1911 com a sua esposa, Maria.
Quando a Ordem da Estrela da Índia foi fundada em 1861, o vice-rei foi nomeado seu grão-mestre ex officio.  O vice-rei também foi nomeado grão-mestre ex officio da Ordem do Império Indiano após sua fundação em 1877. 

## Bandeira e insígnia
Por volta de 1885, o vice-rei da Índia foi autorizado a hastear uma bandeira da União aumentada no centro com a "Estrela da Índia" encimada por uma coroa. Esta bandeira não era a bandeira pessoal do vice-rei; também foi usado por governadores, vice-governadores, comissários-chefes e outros oficiais britânicos na Índia. Quando no mar, apenas o vice-rei hasteava a bandeira no mastro principal, enquanto outros oficiais a hasteavam no mastro principal.
De 1947 a 1950, o governador-geral da Índia usou uma bandeira azul escura com o brasão real (um leão em pé na coroa), abaixo da qual estava a palavra "India" em letras maiúsculas douradas. O mesmo design ainda é usado por muitos outros governadores-gerais do Commonwealth Realm. Esta última bandeira era apenas a bandeira pessoal do governador-geral.
- Brasão do Vice-Rei da Índia (1876–1904) representado com a Coroa de Santo Eduardo
- Brasão do Vice-Rei e Governador-Geral (1904–1947) representado com a Coroa Tudor
- Bandeira do Vice-Rei e Governador-Geral (1885–1947)
- Bandeira do Governador-Geral (1947–1950)

## Residência

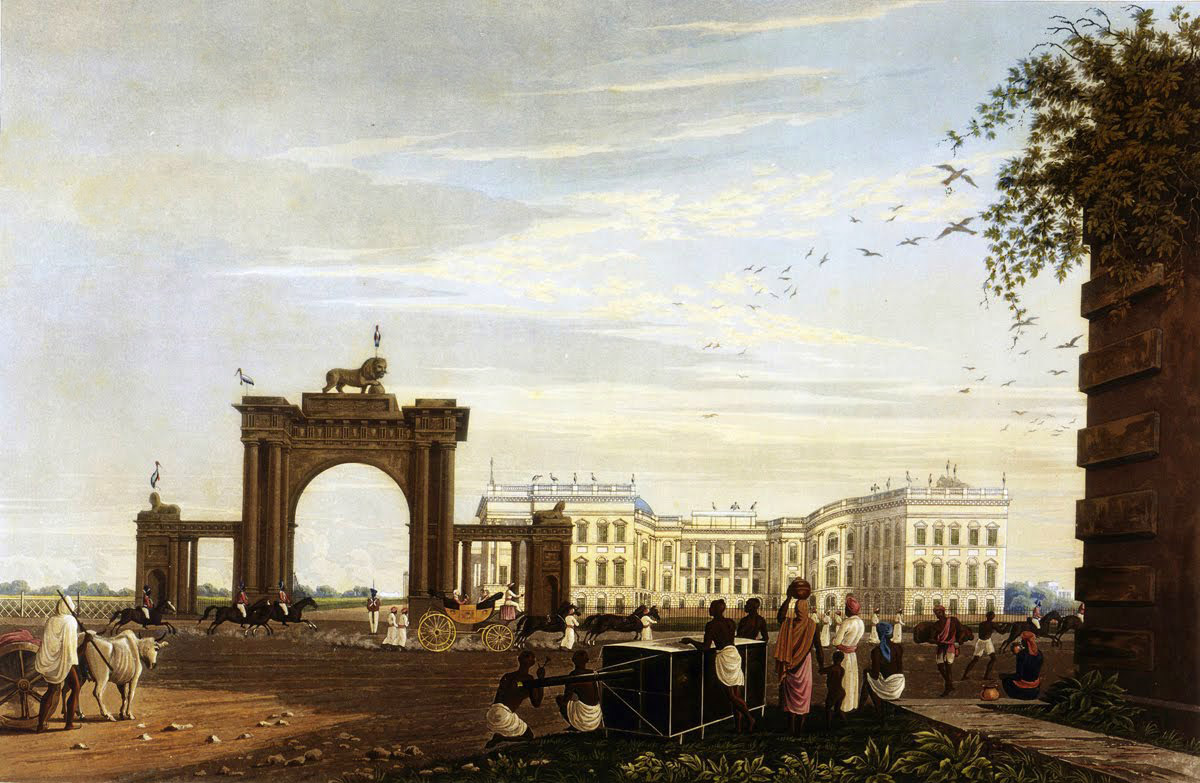
A Casa do Governo serviu como residência do Governador-Geral durante a maior parte do século XIX.

O governador-geral de Fort William residiu em Belvedere House, Calcutá, até o início do século XIX, quando a Casa do Governo foi construída. Em 1854, o vice-governador de Bengala fixou residência ali. Agora, o Belvedere Estate abriga a Biblioteca Nacional da Índia. 
Lord Wellesley, que supostamente disse que "a Índia deveria ser governada a partir de um palácio, não de uma casa de campo", construiu uma grande mansão, conhecida como Casa do Governo em Calcutá, entre 1799 e 1803. A mansão permaneceu em uso até a capital se mudar de Calcutá para Deli em 1912. Posteriormente, o vice-governador de Bengala, que até então residia na Casa Belvedere, foi promovido a governador titular e transferido para a Casa do Governo. Agora, serve como residência do governador do estado indiano de Bengala Ocidental, e é referido pelo seu nome bengali Raj Bhavan. 
Depois que a capital se mudou de Calcutá para Deli, o vice-rei ocupou a recém-construída Casa do Vice-rei, projetada por Sir Edwin Lutyens. Embora a construção tenha começado em 1912, só foi concluída em 1929; o palácio não foi formalmente inaugurado até 1931. O custo final excedeu £877.000 (mais de £35 milhões em termos modernos) – mais do dobro do valor inicialmente atribuído. Hoje a residência, agora conhecida pelo nome hindi de "Rashtrapati Bhavan", é usada pelo presidente da Índia. 
Durante toda a administração britânica, os governadores-gerais retiravam-se para a Palácio do Vice-Reinado (agora Rashtrapati Niwas) em Shimla todos os verões para escapar do calor, e o governo da Índia acompanhou-os. Agora abriga o Instituto Indiano de Estudos Avançados. O edifício Peterhoff em Shimla também foi usado por vários vice-reis, embora o edifício original tenha sido destruído por um incêndio em 1981. 